# ユードルフォの秘密
『ユードルフォの秘密』（ユードルフォのひみつ、The Mysteries of Udolpho）は1794年に出版されたアン・ラドクリフの長編小説。

## 概要
1584年のフランス、ガスコーニュ地方、ガロンヌを舞台に話は始まる。母親の死後にエミリーと父親は地中海へ向けて旅行する。彼女はそこでヴァランクールという若い男性と知り合い恋に落ちる。その後父親は死亡、孤児となったエミリーは叔母の所に預けられるが、恋仲にあった二人の仲を義理の叔父モントーニ伯爵が無理矢理引き裂いて、エミリーをユードルフォ城に監禁してしまった。そのカラクリ屋敷で彼女は様々な奇怪現象に襲われる。その後に逃亡して、かつての恋人と再会し、結婚する。因みにジェーン・オースティンはこの作品を参考に『ノーサンガー僧院』を書いた。

## 登場人物
- エミリー Emily St. Aubert
- ヴァランクール Valancourt　エミリーの恋人。後に結婚する。
- クネル氏　M. Quesnel 　エミリーの母親の兄弟で、妻はイタリア人。
- シェロン夫人　　エミリーの父親の妹。未亡人。兄の死後、エミリーの後見人となる。気位ばかり高く、料簡は狭い。エミリーとヴァランクールの結婚に反対するが、自身はモントーニ伯爵に騙されてすぐ結婚してしまう。
- モントーニ伯爵　Count Montoni　イタリア人であるクネル夫人の遠縁にあたるらしい美男子。年齢は四十ほど。有無を言わせぬ傲慢さと相手を見透かすような抜け目のなさを、初対面でエミリーに見抜かれている。財産目当てでシェロンに求婚して、エミリーの叔父になる。すぐに夫婦関係は悪化する。シェロンは彼に財産を譲らなかったため、彼女を幽閉する。
- アネット　　シェロン夫人の侍女。怖がりで、話し始めたら止まらない騒々しい性格。ルドヴィーコという自身の恋人の話をよく会話に織り込む。